# شیگه‌هارو شیبا
شیگه‌هارو شیبا (انگلیسی: Shigeharu Shiba؛ زادهٔ ۱ اکتبر ۱۹۳۲) کارگردان فیلم، تهیه‌کننده فیلم، و تهیه‌کننده تلویزیونی اهل ژاپن است.